# Cataclysm: Dark Days Ahead

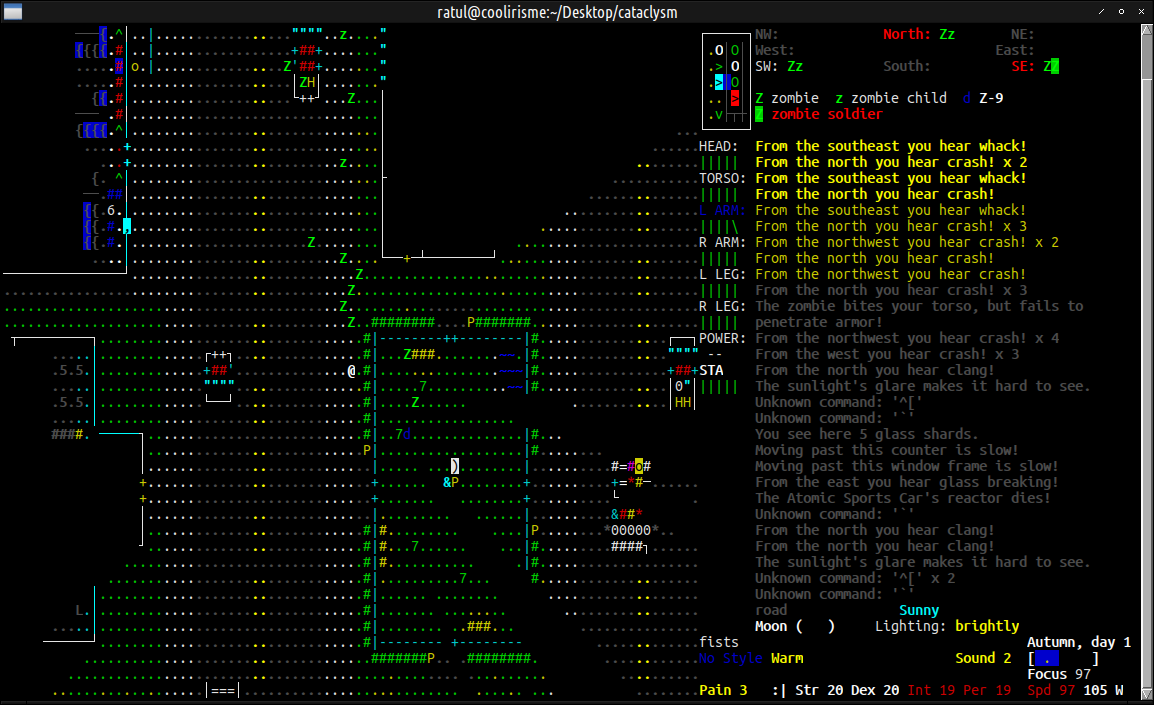
Captura de pantalla del juego mostrando jugador '@' perseguido por Zombis 'Z'

Cataclysm: Dark Days Ahead: es un videojuego del tipo roguelike y del género horror de supervivencia. Siendo la continuación del videojuego libre Cataclysm, después de que el desarrollador original liberó el código de fuente bajo licencia Creative Commons en GitHub. En el 2013, consiguió un micromecenazgo en Kickstarter con el objetivo de contratar un desarrollador a tiempo completo. La última versión del juego es la 0.F-3 "Frank" publicada el 27 de noviembre de 2021.
Los jugadores usan las siglas CDDA en vez del nombre completo.
Se diferencia de juegos como Angband, cuya interfaz está basada en una interfaz de texto utilizando SDL, en la que CDDA tiene dos interfaces, una interfaz de texto basada en Ncurses y otra en SDL usando sprites.

## Argumento
El juego sucede en un futuro cercano en Nueva Inglaterra después de que un acontecimiento catastrófico haya matado la mayoría de la población humana, hayan aparecido monstruos y otros peligros.

## Desarrollo
Cataclysm: Dark Days Ahead es un fork del juego Cataclysm. El juego está en constante desarrollo, por eso tiene bastantes cambios entre versiones. Las nuevas versiones se hacen aproximadamente dos veces al año, mientras que hay una versión en desarrollo. El código de fuente está disponible en GitHub.

## Modo de juego
La principal diferencia frente a la mayoría de roguelikes, este juego no tiene ningún objetivo: el jugador es libre de explorar el mapa generado procedimentalmente , limpiar zonas del mapa de monstruos, trabajar con PNJs, y construir refugios y o vehículos. El juego se basa principalmente en la supervivencia, gestionando el hambre, la sed, la moral, la enfermedad, la temperatura, ... Un ejemplo de algunas de las características que tiene juego son: gestionar las tareas de los PNJs, localizaciones secretas. Cómo el resto de roguelikes, Cataclysm: DDA sigue la mecánica de juego por turnos.

### Mundo

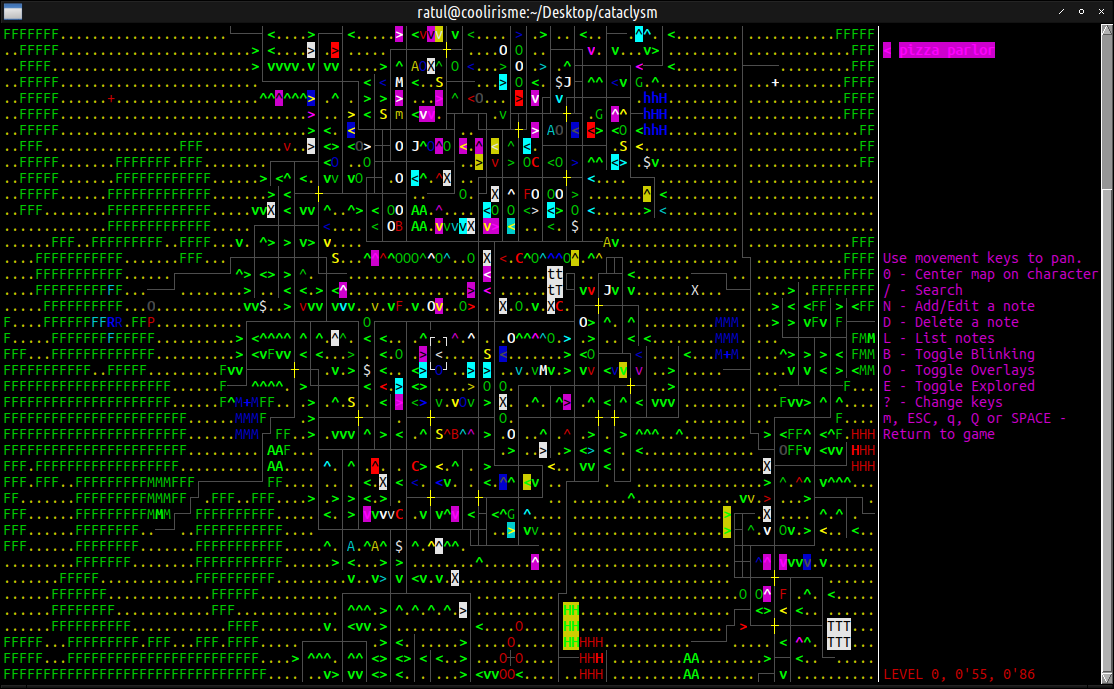
Vista de mapa que muestra una ciudad de tamaño gigante.

El mundo es constante entre partidas. Cuando se empieza con un personaje nuevo después de la muerte de un personaje anterior, la nueva partida se puede establecer en el mismo del mundo de juego que la última. Esto implica que los cambios y sucesos realizados en partidas previas se mantienen en el mundo generado, por ejemplo si se ha quemado una casa en una ciudad, en posteriores partidas con nuevos personajes esa casa estará quemada.
El mundo tiene implementado estaciones (invierno, primavera, verano y otoño) y meteorología, las duración de las estaciones pueden ser modificadas al iniciar el mundo. Un mundo típico tiene ciudades, pueblos, ríos, bosques, puentes y otras localizaciones. Las ciudades y los pueblos generalmente tienen todos los edificios comunes que normalmente se encuentran en el mundo real como casas, tiendas, comercios, aparcamientos, piscinas, hospitales, etc.
Además, existen "ubicaciones exóticas" como laboratorios, bases militares y silos de misiles que puede ser encontrados en sitios remotos del mundo. Las últimas versiones del juego tienen soporte experimental tridimensional, con lo que los edificios tienen varias plantas.

### Personaje

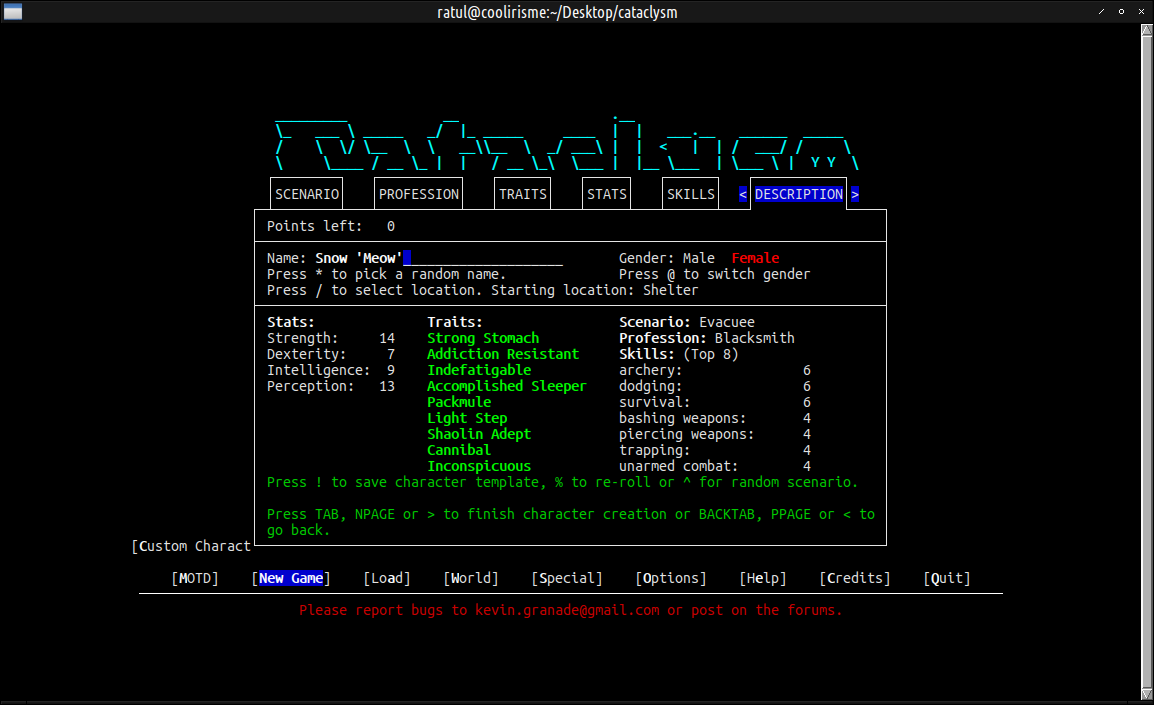
Menú de creación del personaje donde se puede especificar profesión, habilidades y estadísticas.

Los personajes pueden ser generados aleatoriamente o puede ser personalizados cada uno de sus parámetros, que en este juego tiene muchos parámetros disponibles.
Empiezas con una cantidad de puntos para configurar el personaje, que en las distintas secciones del menú de configurar personaje se van a ir gastando o recuperar o incrementar.
Después de configurar el personaje, el jugador escoge entre varios escenarios iniciales. El escenario por defecto es 'Evacuación', donde el jugador comienza en un centro de evacuación con pocas provisiones. La elección de escenarios más difíciles otorga al jugador más puntos extra para configurar personajes más poderosos.
Como la mayoría de roguelikes, el juego permite a los jugadores escoger inicialmente entre varias profesiones, cada profesión tienen su propio conjunto propio de rasgos y habilidades.
Otro parámetro para configurar el personaje, son las "características". En esta sección del menú de creación, hay dos tipos de listas de "características", las positivas y las negativas. Las positivas gastan puntos cuando se escogen, las negativas restauran o incrementan puntos de creación de personaje.
Los personajes pueden aumentar sus habilidades gradualmente en el juego al practicar las habilidades respectivas o leyendo los libros encontrados por el juego. Por ejemplo la habilidad de "costura" aumenta cosiendo o reparando ropa. Las habilidades también se van perdiendo (bajando su nivel) con el tiempo debido al desuso.
El juego tiene un menú que muestra las condiciones actuales del personaje como el hambre, la sed, la moral o cualquier enfermedad que sufra el personaje. Este menú también muestra la progresión de las habilidades.
Para sobrevivir el personaje tiene que alimentarse, hidratarse y dormir regularmente, también curarse las heridas o enfermedades que sufre.

### Fabricación

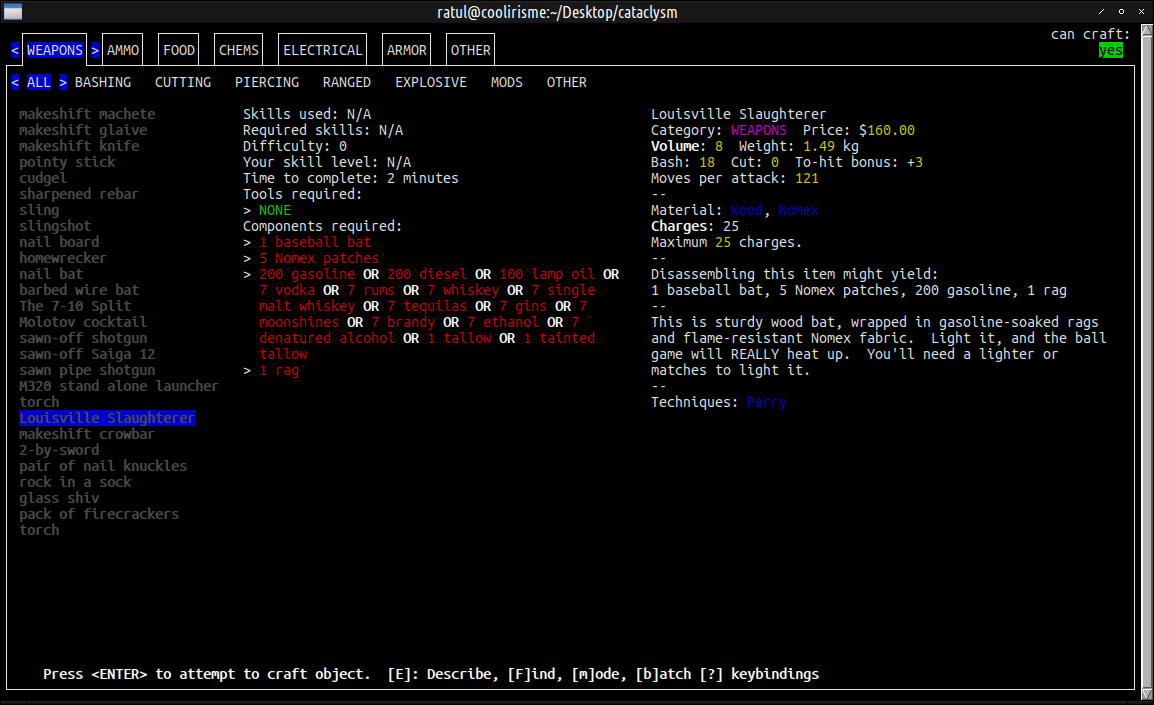
Captura de pantalla del menú de fabricación

Otra diferencia a la mayoría de roguelikes, Cataclysm: DDA se centra en gran medida en la fabricación de muchos recursos básicos como ropa, incluso los alimentos pueden ser "fabricados" a partir de comida silvestre.
La fabricación de un objeto, que el juego la denomina como "receta" necesita las siguientes cosas: la habilidad de fabricar ese elemento, los materiales y equipamiento/herramientas para realizarla. El jugador también necesita aprender la receta del objeto para ser fabricado, las cuales pueden ser desbloqueadas al leerlas en algunos libros. Cuando se fabrica correctamente un objeto, aumenta la habilidad necesaria para fabricarlo.
El menú de fabricación está organizado en "recetas" de los elementos, clasificadas en: armas, munición, comida, sustancias químicas, armadura y otros, con varias subcategorías en cada una de ellas. El menú de fabricación también ofrece "recetas" para poder mejorar objetos.
La fabricación puede ser dificultada por las condiciones del personaje como baja moral u otras condiciones de juego externas como luz insuficiente o la presencia de los monstruos cercanos. Para acceder al menú de fabricación es al pulsar la tecla '&' durante el juego.

### Construcción

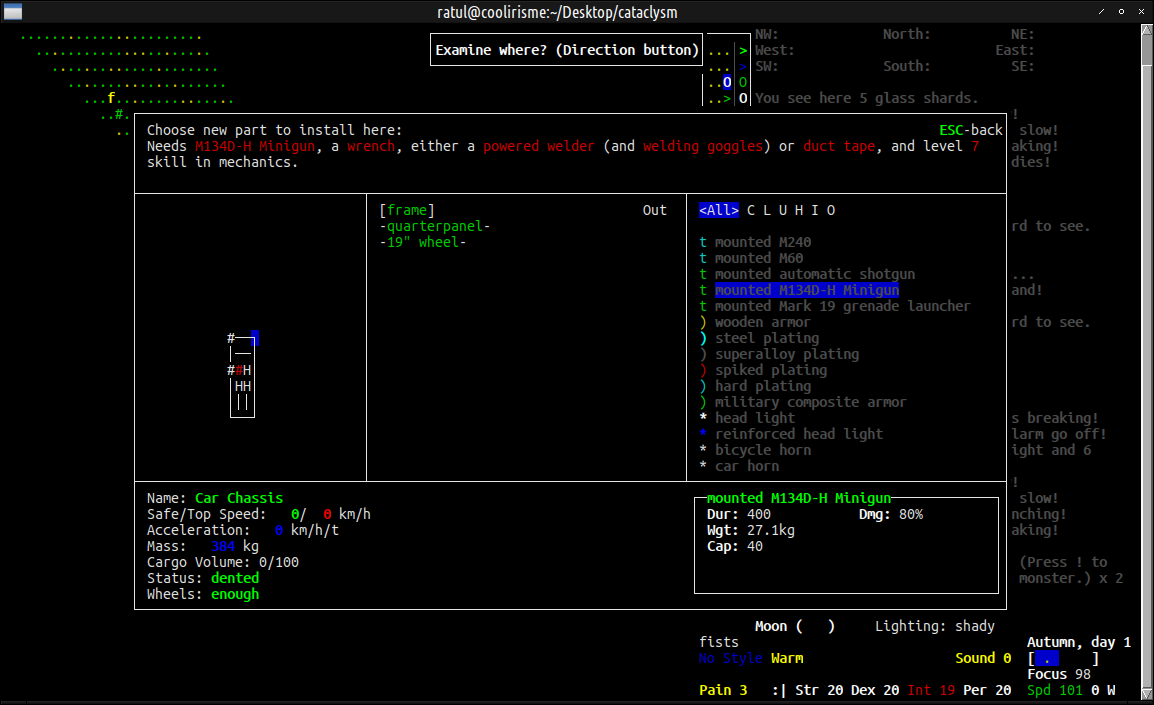
Menú de reparación/construcción de un vehículo

Cataclysm DDA tiene un intrincado menú de construcción donde uno puede desde hacer una construcción sencilla como por ejemplo: entablar una ventana, cavar un agujero en el suelo, reforzar una pared de cemento, construir una pared de piedra, etc. Cómo la fabricación, la construcción requiere de materiales como por ejemplo: ladrillo, piedras, clavos, etc. El equipamiento/herramientas requeridas para la construcción pueden ser encontradas en las ciudades o pueden ser de fabricación propia.
Los vehículos pueden ser reparados o incluso construidos desde cero desde el menú de "construcción de vehículos". Los vehículos pueden ser muy variados, por ejemplo, desde bicicletas a enormes camiones con múltiples motores, torretas ametralladoras, laboratorios químicos, ...